# Ralph Meichtry
Ralph Meichtry (ur. 20 marca 1972 roku w Bernie) – szwajcarski kierowca wyścigowy.

## Kariera
Meichtry rozpoczął karierę w wyścigach samochodowych w 2003 roku od startów w Szwajcarskiej Formule Renault 2.0 oraz Niemieckiej Formule Renault. W edycji szwajcarskiej trzykrotnie stawał na podium. Z dorobkiem 117 punktów został sklasyfikowany na szóstej pozycji w końcowej klasyfikacji kierowców. W późniejszych latach Szwajcar pojawiał się także w stawce Mégane Trophy Eurocup, 24-godzinnego wyścigu Le Mans, Le Mans Series, Intercontinental Le Mans Cup, European Le Mans Series oraz FIA World Endurance Championship.